# Aldous Huxley
Aldous Leonard Huxley (født 26. juli 1894 i Godalming i Surrey, Storbritannien, død 22. november 1963 i Los Angeles, CA i USA) var en engelsk forfatter og et af de mest prominente medlemmer af den berømte Huxleyfamilie. Han skrev blandt andet den dystopiske fremtidsvision Fagre nye verden fra 1932. Han var humanist, men antog i sine senere år en interesse for mere spirituelle emner som parapsykologi og filosofisk mystik. Senere skrev han den utopiske roman Ø. 

## Liv
Huxley studerede i Oxford fra 1913 til 1916. Fra 1923 til 1930 boede han i Italien og Frankrig og flyttede til Californien 1937. Han skrev i de fleste genrer: romaner, noveller, digte, rejseskildringer, essays, prosa og filmmanuskripter. I mellemkrigstiden skrev han "kyniske fabler om, hvordan moderne psykologi og naturvidenskab havde nedbrudt traditionelle værdier og ført til rodløshed og retningsløshed blandt de intellektuelle". Fra slutningen af 1930'erne skrev han med "større etisk alvor og [præget] af hans interesse for mysticisme og parapsykologi. Hans senere romaner afspejler en mystisk gudsoplevelse".
Huxley var engageret inden for flere områder, både etiske, politiske og esoteriske. I 1950'erne deltog han – i "sin trang til at sprænge erkendelsens grænser" – i eksperimenter med meskalinrus. Huxley mente, at "meskalin ville hjælpe ham til at opleve det samme som Blake og andre kunstnere og visionære." Huxley beskrev rusoplevelsen i sit essay Erkendelsens Døre (The Doors of Perception, 1954) som "var med til at indlede en æra af eksperimenteren med narkotiske stoffer", og som menes med Blake at være inspirationen til bandnavnet The Doors.
I 1960 diagnosticeredes han med kræft, og hans helbred blev hurtigt forværret  de næste år. Hans død fik nogen opmærksomhed, da han på sit dødsleje fremførte en skriftlig (han havde mistet taleevnen) begæring til sin hustru (Laura Huxley) om at få 100 µg LSD injiceret i sig. Hun skrev senere en bog om det (This Timeless Moment). Til trods for at han var en kendt og fremtrædende person, savnedes massemediernes omtale af hans død, eftersom John F. Kennedy blev myrdet samme dag.
Huxleys grav findes på Compton Village Cemetery i Guildford.

## Romaner
- Kromgult
- Livets Runddans
- De Golde
- Kontrapunkt
- Fagre Nye Verden
- Vi Blindede Trælle
- Efter Mangen En Sommer
- Tidens Nar
- Dyret og Sjælen
- Geniet og Gudinden
- Ø

## Faglitterære værker
- Den evige filosofi